# Vestă BCD
Vesta de salvare este o componentă principală a echipamentului de scafandru, utilizată atât în scufundările libere, în apnee, cât și în scufundările cu aparat autonom de respirat sub apă. 

## Utilizări
În funcție de tipul constructiv, vesta de salvare poate fi utilizată de către scafandru în următoarele cazuri: 

### Ridicarea la suprafața apei
Prin umflarea comandată a vestei și prin realizarea unei flotabilități pozitive corespunzătoare. Această manevră, în caz de urgență, poate fi combinată și cu manevra de largare a centurii de lestare; 

### Reglarea flotabilității
Pentru obținerea flotabilității nule, necesară în următoarele situații: 
- compensarea pierderii de flotabilitate a costumului din neopren ce se comprimă în timpul coborârii sub apă. Această compensare se realizează printr-o ușoară umflare a vestei;
- compensarea unei greutăți suplimentare pe care scafandrul trebuie să o transporte dintr-un loc în altul, de la suprafață către adâncime sau de la adâncime către suprafața apei. Și această compensare se realizează tot printr-o umflare controlată a vestei;
- compensarea pierderii de greutate atunci când scafandrul depune sub apă sau la suprafața apei obiectul transportat. Această compensare se realizează printr-o dezumflare a vestei ce inițial era umflată la flotabilitate neutră;
- asigurarea unei flotabilități pozitive suficiente pentru cazul în care scafandrul trebuie să rămână la suprafață un timp mai mare fără să facă efort. Această flotabilitate este asigurată prin umflarea, de obicei orală, a vestei. Dacă scafandrul dorește să reia imersia, atunci va proceda la dezumflarea graduală și controlată a vestei până la atingerea flotabilității nule;

### Asigurarea respirării
Pe timp relativ scurt, în situație de urgență, scafandrul poate respira aer din buteliile aparatului de respirat sau din butelia proprie, vesta jucând rolul unui sac respirator (plămân fals), atunci când s-a defectat detentorul sau când s-a terminat aerul din buteliile aparatului de respirat, acest din urmă caz fiind posibil numai la vestele ce dispun de butelie proprie cu aer comprimat.

## Tipuri de veste de salvare
După modul constructiv vestele de salvare pot fi:

### Vestă de salvare tip standard

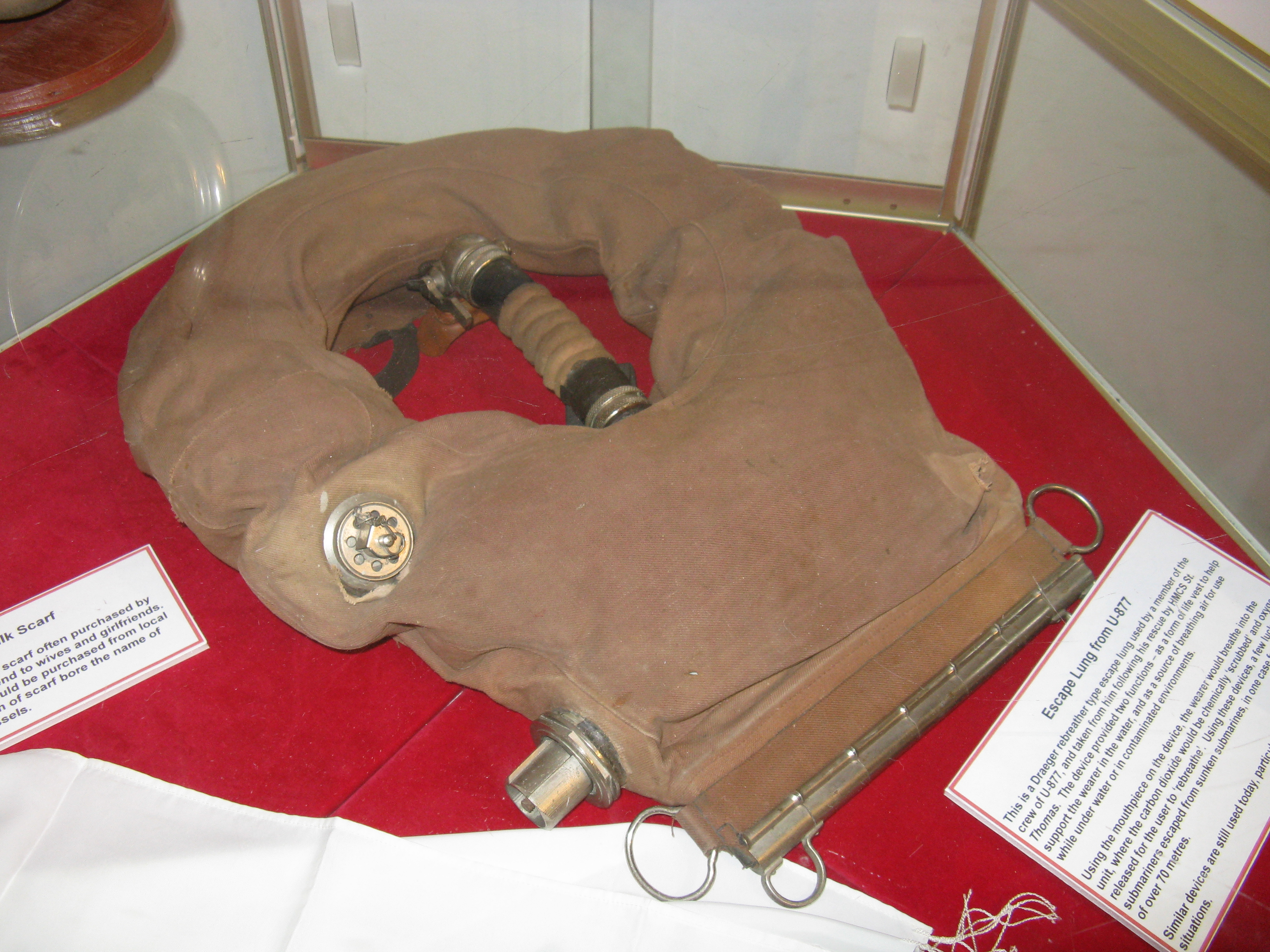
Vestă de salvare tip standard

Primele veste folosite de scafandri la începutul anilor 1960, au fost vestele de salvare, utilizate de obicei pe mare în caz de naufragiu. Aceste veste erau echipate cu un mic furtun pentru umflare orală. De asemenea, vesta era prevăzută și cu un cartuș cu bioxid de carbon utilizat pentru umflare în caz de urgență. Aceste veste prezentau multe dezavantaje în cazul utilizării lor de către scafandri și anume aveau un volum mic și erau inconfortabil umflate. 
Vestele standard se pun în jurul gâtului, acoperind pieptul și se prind cu ajutorul unor curele. Furtunul pentru umflat și dezumflat vesta este mai lung și cu diametru mai mare și atașat în partea superioară pentru a permite aerului să fie evacuat mai ușor atunci când este necesară o manevră de dezumflare a vestei. Aceste veste sunt prevăzute cu o supapă de suprapresiune pentru a preveni supraexpansiunea aerului în timpul ridicării scafandrului către suprafață. Ca și vestele de început, aceste modele sunt prevăzute cu un cartuș cu bioxid de carbon pentru umflare în caz de urcare de urgență, iar unele veste, model mai nou, sunt echipate cu sisteme de umflare, fie de la butelie proprie, fie de la buteliile aparatului de respirat autonom. 
La sfârșitul anilor 1960 au apărut primele veste de salvare special concepute atât pentru scufundarea liberă cât și pentru scufundarea cu aer comprimat.

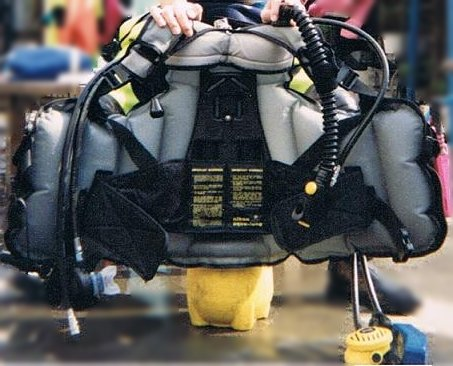
Vestă de salvare tip jachetă

### Vestă de salvare tip jachetă
Această vestă este mai largă, având o formă tridimensională asemănătoare unei haine. Vesta este prevăzută atât cu un sistem oral de încărcare cât și cu un sistem de umflare de la butelie, manevra fiind realizată prin simpla apăsare a unui buton. Vesta de salvare tip jachetă are încorporată o supapă acționată manual pentru realizarea unei evacuări eficiente a aerului, atunci când se dorește o coborâre rapidă. Această supapă poate fi separată, sau poate fi aceeași cu supapa de suprapresiune. 

### Vesta de salvare spate
Un alt model de vestă de salvare, special conceput pentru scufundări, ce se caracterizează prin aceea că este în formă de potcoavă și este atașată de back-pack. Prin utilizarea acestui model de vestă se elimină o parte din curelele de prindere caracteristice celorlalte veste și se poate respira mai confortabil în poziție orizontală. De asemenea, vesta este prevăzută atât cu un sistem de umflare oral cât și cu un sistem de umflare de la butelie. Unele veste de acest tip au un sistem de greutăți integrat în back-pack. Aceste veste de salvare sunt folosite în special la scufundare în peșteri.
Funcție de modul în care se poate realiza umflarea ei, vestele de salvare pot fi: 
```
   - cu umflare de la un cartuș cu bioxid de carbon; 
   - cu umflare de la o butelie cu aer comprimat proprie, cu volum mic;
   - cu umflare de la buteliile cu aer comprimat ale aparatului de respirat. 
```

Primele două tipuri de veste de salvare pot fi utilizate atât în scufundarea cu aer comprimat, cât și în scufundare liberă (în apnee). Ultimul tip de vestă poate fi utilizat numai în scufundările autonome cu aparat de respirat. 
Vestele de salvare sunt confecționate din nylon cauciucat, iar marginile sunt lipite la cald (termosudate) asigurând o bună etanșeitate. 
Când sunt umflate, vestele de salvare trebuie să distribuie cea mai mare parte a flotabilității către piept și abdomen și mai puțin în jurul și în spatele gâtului. 
Vestele de salvare au o culoare vie și sunt prevăzute cu un fluier pentru asigurarea unei mai bune localizări a scafandrului ieșit la suprafață de către colegii de echipă. 
Nu se recomandă efectuarea de scufundări fără vestă de salvare.

## Utilizarea vestei de salvare
Utilizarea vestei de salvare se referă la manevrele specifice de umflare a vestei la suprafață pentru staționare și înotului la suprafața apei, dezumflarea ei pentru atingerea flotabilității nule pentru coborâre sub apă și umflarea din nou a vestei pentru urcare către suprafață.      
Pentru umflarea vestei de salvare în vederea staționării sau înotului scafandrului la suprafața apei, se utilizează sistemul mecanic de umflare cu aer din butelie. În cazul în care apare o defecțiune la acest sistem sau în cazul scufundărilor libere, vesta poate fi umflată și oral. Această ultimă manevră se poate exersa la suprafața apei, suflându-se puternic în vestă și păstrându-se în același timp poziția la suprafață cu ajutorul labelor. După două sau trei suflări, vesta va avea suficient aer pentru asigurarea unei flotabilități pozitive corespunzătoare.
Atunci când scafandrul se relaxează sau înoată la suprafața apei cu vesta umflată, este mai comod ca aceasta să se facă în poziție orizontală, cu fața în jos. Aceasta pentru că în această poziție, corpul se sprijină pe vesta de salvare ce menține plămânii deasupra nivelului liber al apei, reducându-se astfel presiunea în jurul plămânilor și prin aceasta ușurându-se în mod considerabil respirația.  

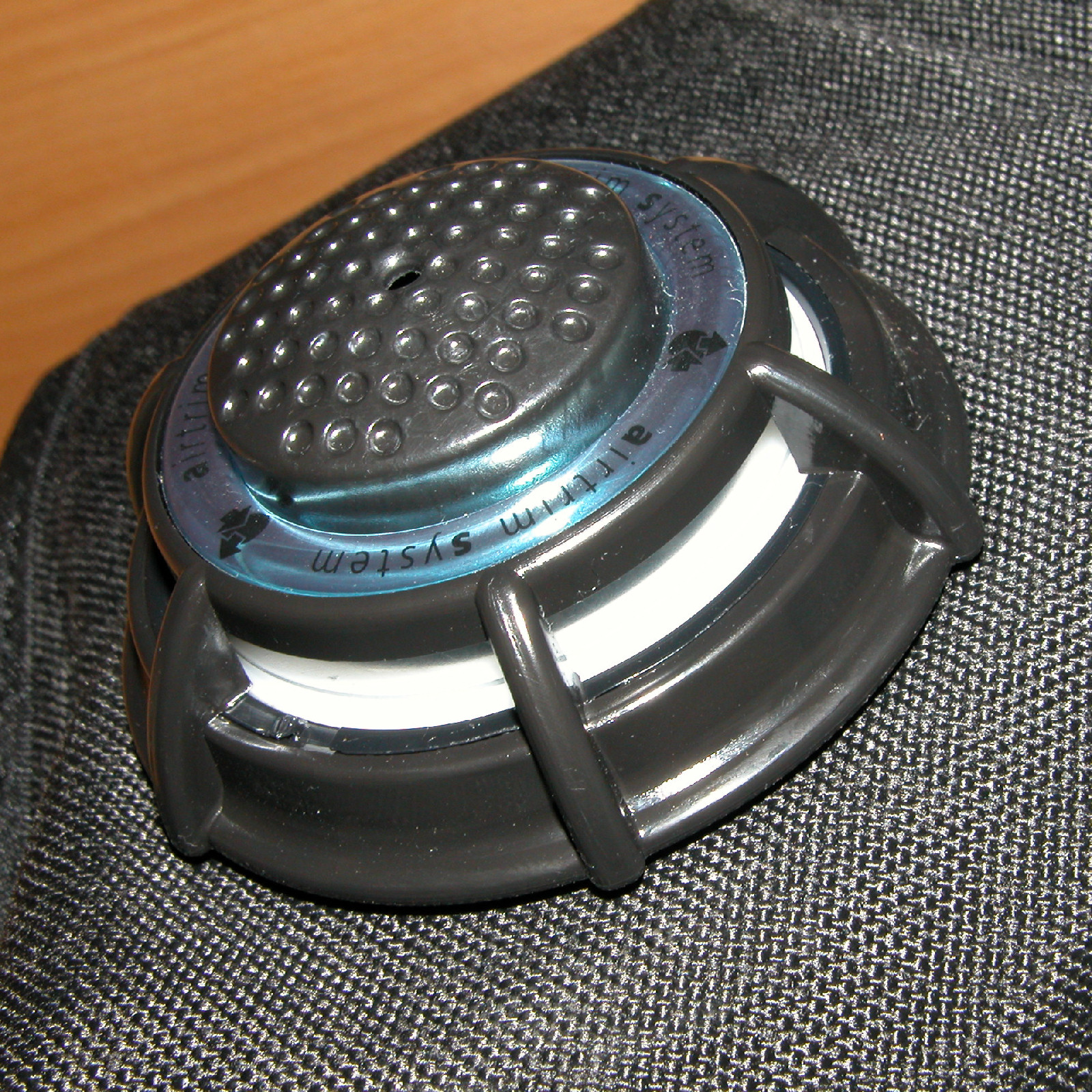
Supapă de evacuare

Dezumflarea vestei de salvare în vederea coborârii sau compensării unei creșteri de flotabilitate se realizează prin eliminarea de aer, manevra depinzând de tipul constructiv al vestei. La vestele de salvare care nu sunt prevăzute cu supapă de evacuare, eliminarea aerului se face prin intermediul furtunului de umflare care se ține în poziție verticală deasupra vestei, apăsându-se butonul de dezumflare. La vestele care au supapă de evacuare a aerului, se trage de mecanismul de deschidere a supapei, aerul fiind eliminat cu ușurință deoarece supapa se află la partea superioară a vestei. 
Pentru compensarea diferitelor pierderi de flotabilitate apărute în timpul imersiei, vesta de salvare se poate umfla de la butelie, până când se ajunge la o flotabilitate nulă. Atunci când se dorește urcarea către suprafața apei, se umflă vesta atât cât să se obțină o flotabilitate slab pozitivă, apoi cu ajutorul labelor se înoată spre suprafață. În timpul ridicării, aerul din vestă trebuie astfel eliminat încât viteza de ridicare să nu depășească viteza bulelor de aer (15 m/min). 